# Kokkojärvi (sjö i Finland, Kajanaland, lat 64,58, long 29,03)
Kokkojärvi är en sjö i Finland. Den ligger i kommunen Hyrynsalmi i landskapet Kajanaland, i den centrala delen av landet, 500 km norr om huvudstaden Helsingfors. Kokkojärvi ligger 188,2 meter över havet. Den är 9,9 meter djup. Arean är 3,83 kvadratkilometer och strandlinjen är 11,68 kilometer lång. Sjön  ingår i Uleälvens huvudavrinningsområde.   Den sträcker sig 3,1 kilometer i nord-sydlig riktning, och 2,7 kilometer i öst-västlig riktning.
I övrigt finns följande i Kokkojärvi:
- Saari (en ö)

I övrigt finns följande vid Kokkojärvi:
- Likojoki (ett vattendrag)